# Stanisław Jurneczko

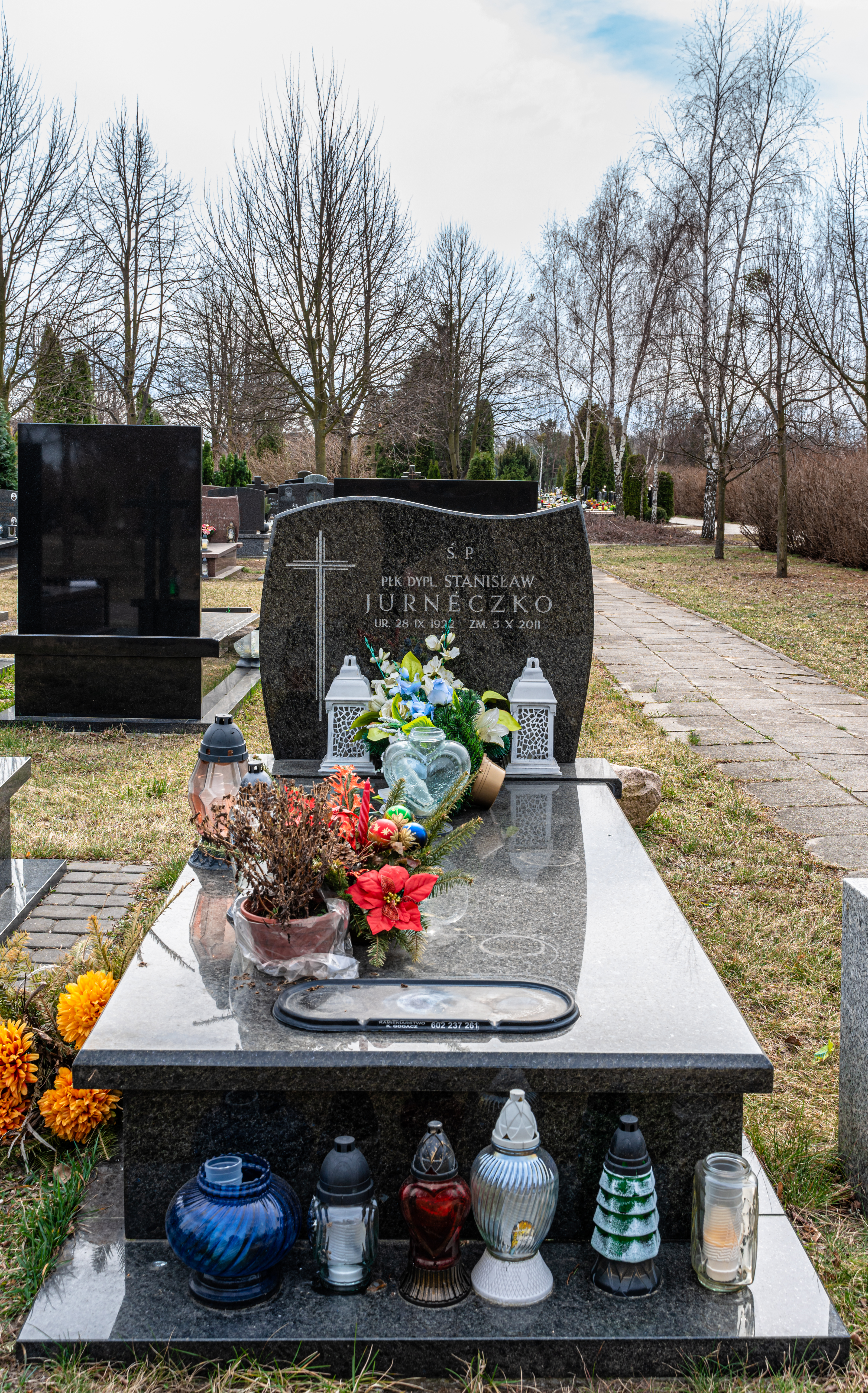
Grób Stanisława Jurneczki na cmentarzu komunalnym Północnym w Warszawie

 Stanisław Jurneczko  (ur. 28 września 1922 w m. Okno pow. Horodenka, zm. 3 października 2011 w Warszawie) – pułkownik dyplomowany saperów Wojska Polskiego.

## Życiorys
W 1939 roku w składzie 52 pułku piechoty brał udział w ochronie obiektów państwowych. Po klęsce wrześniowej rozbrojony przez żołnierzy Armii Czerwonej i w lutym 1940 roku wywieziony wraz z rodzicami na Syberię. W sierpniu 1943 roku udało się mu dostać do organizowanego w ZSRR Wojska Polskiego. Ukończył szkołę podoficerską saperów w 1944r, a następnie szkolił się w kompanii podchorążych saperów w CSP w Riazaniu. W sierpniu 1944 roku został dowódcą IV plutonu w Szkole Podchorążych Saperów w Riazaniu. W marcu 1945 roku przeniesiony wraz ze szkołą do Krakowa, a następnie do Oficerskiej Szkoły Saperów w Przemyślu (1945–1947), gdzie uczestniczył w działaniach przeciw UPA. W latach 1945–1953 brał udział w rozminowywaniu kraju, a zwłaszcza Krakowa oraz województw: łódzkiego, opolskiego i katowickiego. Jako dowódca plutonu i kompanii podchorążych starał się dobrze przygotować swych wychowanków do trudnej saperskiej zawodowej służby wojskowej.
Od 1948 do 1951 pełnił obowiązki szefa saperów 38 pułku piechoty. W 1951 r. został dowódcą 5 batalionu saperów, a następnie szefem saperów 4 Dywizji Piechoty. W latach 1959–1965 dowodził 5 Brygadą Saperów. Po ukończeniu Akademii Sztabu Generalnego w 1967 przeszedł do pracy w Instytucjach Centralnych Ministerstwa Obrony Narodowej, gdzie wykonywał obowiązki na stanowiskach: starszego inspektora szkolenia inżynieryjnego w Inspekcji Sił Zbrojnych (1967–1974) i następnie szefa Oddziału Szkolenia Szefostwa Wojsk Inżynieryjnych Ministerstwa Obrony Narodowej (1974–1977). „Oficer niezwykle pracowity i wymagający, zdyscyplinowany, postępujący zawsze zgodnie z regulaminami. Jako starszy inspektor Inspekcji Sił Zbrojnych, był postrachem kadry kontrolowanych jednostek, ze względu na swą dociekliwość i bezwzględną wymagalność, wręcz instrukcyjną. Usiłował w len sposób wpłynąć na podniesienie poziomu wyszkolenia inżynieryjno-saperskiego wojsk”.
Został pochowany na cmentarzu komunalnym Północnym (Wólka).

## Awanse
- podporucznik – sierpień 1944[2]
- podpułkownik – 1959
- pułkownik –

## Ordery i odznaczenia
- Krzyż Kawalerski Orderu Odrodzenia Polski
- Krzyż Oficerski Orderu Odrodzenia Polski
- Złoty Krzyż Zasługi
- Srebrny Krzyż Zasługi
- Brązowy Krzyż Zasługi
- Medal Zwycięstwa i Wolności 1945
- Złoty Medal „Za zasługi dla obronności kraju”
- Srebrny Medal „Za zasługi dla obronności kraju”
- Brązowy Medal „Za zasługi dla obronności kraju”
- Złoty Medal „Siły Zbrojne w Służbie Ojczyzny”
- Srebrny Medal „Siły Zbrojne w Służbie Ojczyzny”
- Brązowy Medal „Siły Zbrojne w Służbie Ojczyzny”
- Odznaka Grunwaldzka
- Odznaka Honorowa Za Rozminowywanie Kraju